# Ахмад аль-Лавзи
Ахмад аль-Лавзи (араб. أحمد اللوزي‎; 1925, Амман, Трансиордания — 18 ноября 2014) — иорданский государственный деятель, премьер-министр Иордании (1971—1973).

## Биография
Родился и вырос в пригороде Аммана.
В 1950 г. по окончании педагогического колледжа в Багдаде получил степень бакалавра литературы. В 1950-1953 гг. работал учителем в школе. В 1953 г. был назначен помощником президента королевского протокола .
- 1956 г. — президент Королевского протокола,
- 1957 г. — директор протокола министерства иностранных дел,
- 1961 г. — избран депутатом Палаты представителей от Аммана,
- 1963 г. — помощник председателя Королевского Хашимитского суда,
- 1964—1965 гг. — министр по делам кабинета министров,
- 1965—1967 гг. — сенатор,
- 1967—1970 гг. — министр по делам муниципалитетов и сельских районов,
- 1970—1971 гг. — министр финансов,
- 1971—1973 гг. — премьер-министр Иордании,
- 1978—1979 гг. — председатель Национального консультативного совета,
- 1979—1984 гг. — председатель Королевского Хашимитского суда,
- 1984—1997 гг. — председатель Сената Иордании.

Избирался членом Совета попечителей Университета Иордании (1971—1976) и его председателем (1980—1985), президентом Королевской комиссии по вопросам Университета Мута (1975—1985). Председатель Совета попечителей Университета Иордании (2000).
В 2011 г. возглавлял комитет по вопросам внесения изменений в Конституцию.